# Brasserie Brootcoorens
 (octobre 2023).
La Brasserie Brootcoorens appelée aussi Brasserie d'Erquelinnes est une microbrasserie didactique fondée en décembre 2000 par Alain Brootcoorens à Erquelinnes en province de Hainaut en Belgique. Elle produit les bières spéciales Angélus ainsi que de nombreuses bières à façon.

## La houblonnière
Le projet d'Alain Brootcoorens remonte aux années 1990.
Depuis 2006, la brasserie dispose d'une houblonnière didactique située en face de ses bâtiments,,. Ce jardin est composé d’une  plantation d'environ 300 plants de houblon ainsi que de diverses plantes aromatiques et d’arbres hautes tiges de différentes essences. Il s’agit d’une réalisation d’importance sur le plan touristique : c’est la seule houblonnière à vocation didactique en Wallonie. 
Elle s’inscrit dans le prolongement des activités de la brasserie qui organise plusieurs événements chaque année comme la fête du houblon en Val de Sambre qui se déroule en septembre.

## Les bières
La philosophie de cette brasserie est de produire et de partager des bières de qualité, non standardisées dans le cadre du développement local plutôt qu’économique.
La brasserie produit principalement les bières spéciales suivantes :
- Angélus blonde, bière naturelle à haute fermentation titrant 7 % d'alcool[7],[8].
- Angélus brune, bière naturelle à haute fermentation titrant 7 % d'alcool[7],[9].
- Angélus spéciale de Noël, bière naturelle à haute fermentation titrant 7 % d'alcool[7],[9].
- La Sambresse, bière blonde naturelle pur malt non filtrée titrant 8 % d'alcool[7],[8].
- Abbaye de la Thure, bière brune titrant 10 % d'alcool se référant à l'Abbaye de la Thure[9].

La brasserie est spécialisée dans l'élaboration de bières à façon qui sont brassées en fonction des goûts et des commandes des clients. 

## Sources
- Brasserie reprise dans : Bières du Monde, Éditions Prisma - 2011, page 222-  (ISBN 978-2-8104-0178-9)